# Château de Querrieu
Le château de Querrieu et son parc sont situés sur le territoire de la commune de Querrieu ainsi que sur celui de la commune de Pont-Noyelles dans le département de la Somme.

## Historique

### Le château médiéval détruit
En ce qui concerne les origines du château de Querrieu, nous en sommes réduit aux conjectures. Construit au Moyen Âge, le château reçut la visite des rois François Ier en 1517 et Henri IV en 1595. Il fut incendié en 1636 par les armées espagnoles au moment du siège de Corbie.

### Un château duXVIIesiècle
La seigneurie de Querrieu passa à la famille de Gaudechart par le mariage en 1596, de Robert Gaudechart avec Gabrielle de Saveuse, dame de Querrieu.  Le maréchal de camp, François de Gaudechart, fit reconstruire le château en brique et pierre. En 1652, la seigneurie de Querrieu fut élevée en marquisat.
Après la mort de son époux en 1735, Anne-Françoise Perrin, marquise douairière, entreprit de transformer le château.

### Les transformations duXIXesiècle
Dans les années 1830-1840, après la mort de Louis François de Gaudechart en 1832, le château connait d'importantes transformations sous l'impulsion de sa veuve, la princesse Clémentine-Charlotte de Rohan : surélévation d'un étage, ajout d'ailes sur deux niveaux. Par voies d'achats et d'échanges avec la municipalité et avec des particuliers, le parc entourant le château est agrandi ; un nouveau mur d'enceinte est construit avec une large grille ouvrant sur le village. Cette disposition subsiste de nos jours.
Après la mort, le 17 mars 1878, de Raoul de Gaudechart, fils de Louis François de Gaudechart et de la princesse Clémentine de Rohan, dernier marquis de Querrieu, le château devient la propriété de sa cousine, Marie-Thérèse de Gaudechart, descendante directe par la branche cadette de Robert de Gaudechart seigneur du Fayel. Marie-Thérèse de Gaudechart était l'épouse du comte Alvar d'Alcantara, de noblesse belge. Le château est toujours la propriété de la famille d'Alcantara de Querrieu.

### Un lieu de décisions militaires pendant la Grande Guerre

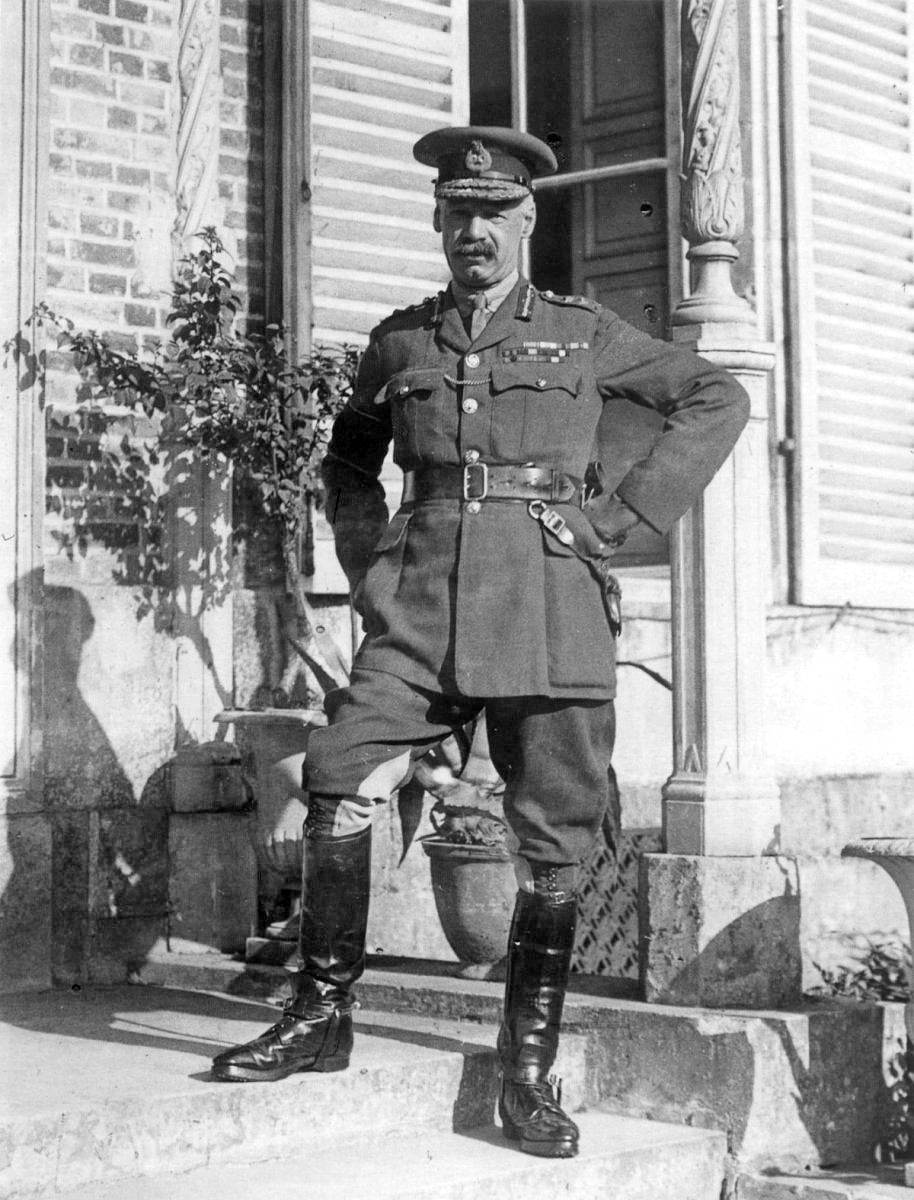
Le général Rawlinson devant le château de Querrieu.

Situé près d'Amiens, à l'arrière du front, le château de Querrieu joua un rôle de premier plan dans la prise de décisions militaires notamment en 1916.
Pendant la Grande Guerre, le château servit de Quartier général (Q. G.) au général Rawlinson commandant la 4e armée britannique. C'est là que fut mise au point la participation de l'armée britannique à l'offensive de la Somme de 1916.
Le général Douglas Haig, commandant en chef des forces britanniques en France se rendit au Q.G. de la 4e division au matin du 1er juillet 1916, au déclenchement de la Bataille de la Somme. Le château reçut la visite du roi George V et du prince de Galles, le 10 août 1916. Le roi y remit des décorations au généraux Fayolle et Balfourier. Lord Balfour, ministre des Affaires étrangères britannique, et le maréchal Foch y vinrent également. De ce fait, le château de Querrieu est devenu l'un des lieux de mémoire de la Première Guerre mondiale dans la Somme.
Des canons pris aux Allemands pendant la Grande Guerre furent entreposés dans le parc du château. Certains d’entre eux sont aujourd’hui exposés devant l’Imperial War Museum, à Londres.
En 1927, Juan d'Alcantara (1879-1945) obtint le droit d'ajouter le nom de Querrieu a son patronyme (décret du 18 août 1927). De nos jours, le château est toujours habité par la famille d'Alcantara de Querrieu,.
Le château fut partiellement inscrit au titre des monuments historiques le 12 janvier 1998.

## Caractéristiques

### Le château

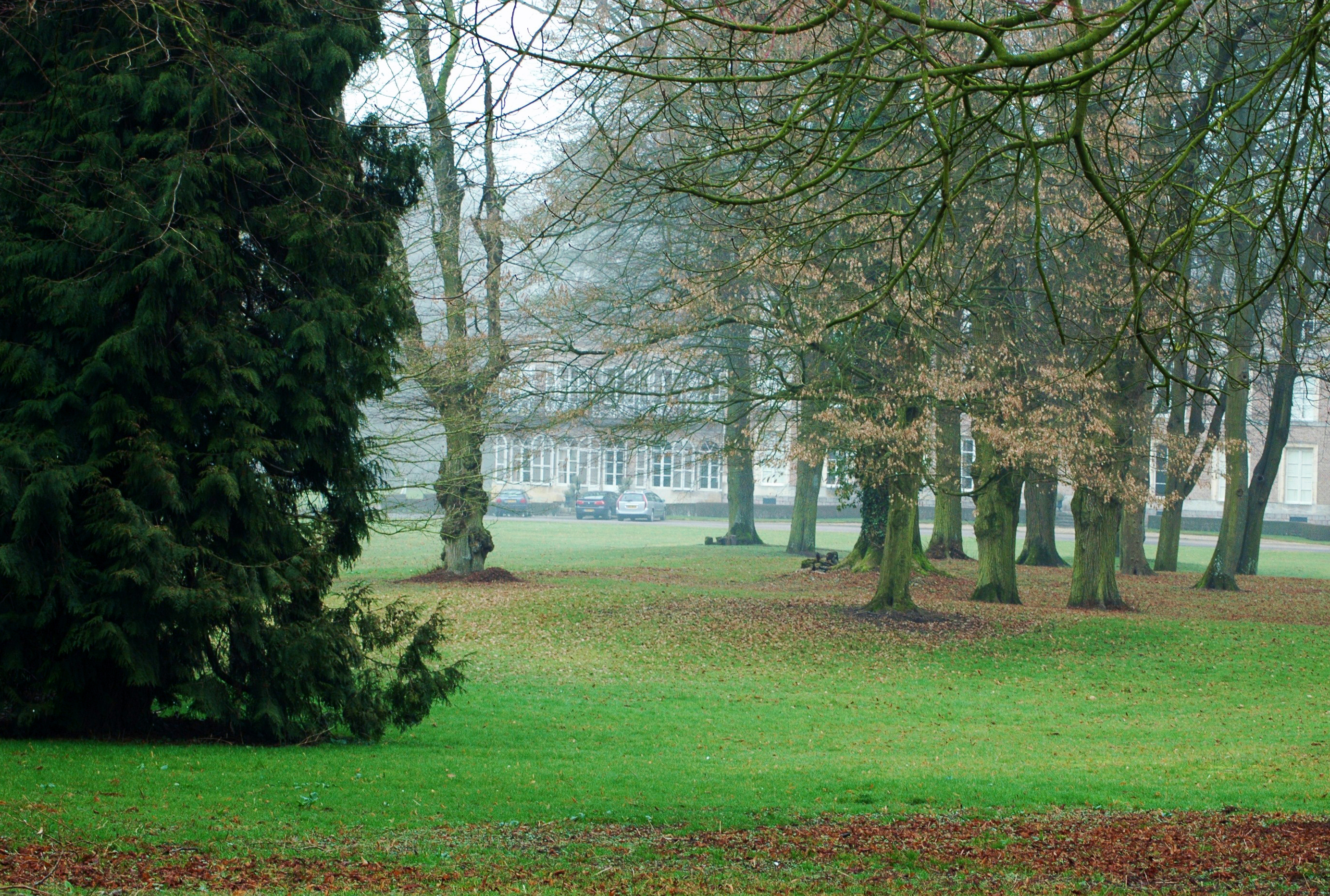
Parc du château.

Le bâtiment central a été reconstruit au XVIIe siècle en brique et pierre. Au XIXe siècle, il a été surélevé d'un étage d'attique, couronné d'une balustrade de pierre. Deux tours semi-circulaires dont les bases sont d'origine médiévale, cantonnent le corps central prolongé de chaque côté par une aile rectangulaire. Au XIXe siècle, le château fut surélevé encore d'un étage, la toiture, à faible pente est dissimulée par une balustrade.
La plus grande partie des décors intérieurs sont du XIXe siècle, notamment les lambris des pièces de réception du rez-de-chaussée (salle à manger, grand salon, petit vestibule, petit salon), les parquets en marqueterie et l'escalier.

### Le parc
Un parc à l'anglaise agrandi au XIXe siècle entoure le château. Une grande allée conduit à un canal avec un bassin circulaire.
Il possède aujourd'hui des arbres centenaires principalement de hêtres et des chênes ainsi que des résineux. À l'avant du château, le parc est plus étendu et s'ouvre sur une pelouse arborée.